# Správní obvod obce s rozšířenou působností Vítkov
Správní obvod obce s rozšířenou působností Vítkov je jedním ze správních obvodů obcí s rozšířenou působností Moravskoslezského kraje. Správní obvod představuje jižní část okresu Opava a zahrnuje celkem 12 obcí, z toho dvě města (Budišov nad Budišovkou a Vítkov). Rozloha správního obvodu činí 282,90 km².
Město Vítkov je zároveň obcí s pověřeným obecním úřadem. Správní obvod obce s rozšířenou působností Vítkov se kryje se správním obvodem pověřeného obecního úřadu Vítkov.
Území sousedí s následujícími správními obvody obcí s rozšířenou působností: na severu až severovýchodě s SO ORP Opava, na jihovýchodě s SO ORP Odry, na jihozápadě s SO ORP Olomouc, na západě s SO ORP Šternberk a na severozápadě s SO ORP Bruntál.

## Seznam obcí
Poznámka: Města jsou vyznačena tučně, městyse kurzívou. 
- Březová
- Budišov nad Budišovkou
- Čermná ve Slezsku
- Kružberk
- Melč
- Moravice
- Nové Lublice
- Radkov
- Staré Těchanovice
- Svatoňovice
- Větřkovice
- Vítkov

## Obyvatelstvo
| Rok  | Obyv.  | ± %    |
| ---- | ------ | ------ |
| 1869 | 20 310 | —      |
| 1880 | 21 680 | +6,7 % |
| 1890 | 22 361 | +3,1 % |
| 1900 | 22 410 | +0,2 % |
| 1910 | 22 669 | +1,2 % |

| Rok  | Obyv.  | ± %     |
| ---- | ------ | ------- |
| 1921 | 21 117 | −6,8 %  |
| 1930 | 20 911 | −1 %    |
| 1950 | 12 812 | −38,7 % |
| 1961 | 14 124 | +10,2 % |
| 1970 | 14 217 | +0,7 %  |

| Rok  | Obyv.  | ± %    |
| ---- | ------ | ------ |
| 1980 | 14 900 | +4,8 % |
| 1991 | 14 492 | −2,7 % |
| 2001 | 14 308 | −1,3 % |
| 2011 | 13 471 | −5,8 % |
| 2021 | 12 763 | −5,3 % |